# Manuel Felix Lima
Manuel Felix Lima (18. století) byl portugalský cestovatel a zlatokop. Kolem roku 1738 vyplul z Portugalska do Brazílie. Při hledání zlata v Mato Grosso v roce 1742 objevil řeku Guaporé, která se stala nejvýhodnější spojnicí a obchodní tepnou Brazílie na jih od Amazonky. Lima se po této řece plavil po proudu k řece Mamoré, po ní pokračoval k soutoku s Amazonkou a po Amazonce doplul až k jejímu ústí, tím objevil tuto významnou obchodní spojnici do Mato Grosso.